# Empatik
Empatik (v anglickém originále The Empath) je dvanáctý díl třetí řady seriálu Star Trek. Premiéra epizody v USA proběhla 6. prosince 1968, v České republice 23. května 2003.

## Příběh
Hvězdného data 5121.5 hvězdná loď USS Enterprise NCC-1701 vedená kapitánem Jamesem Kirkem doráží na orbitu planety Minara II. Slunce této planety se má zanedlouho přeměnit v červeného obra a pohltit planetu samotnou i s vědeckým týmem Federace, který doposud neodpovídá na žádné volání lodi Enterprise.
Výsadek tvoří kapitán James Kirk, vědecký důstojník Spock a lékařský důstojník Dr. Leonard McCoy, zatímco prozatímní velení lodi přebral vrchní inženýr Montgomery Scott. Na povrchu nenachází výsadek žádné členy vědeckého týmu, ale videozáznam ukazuje na záhadné zmizení všech členů. Stejným způsobem se náhle celý výsadek přenese kamsi pod úroveň povrchu planety, kde nachází němou ženu, kterou Dr. McCoy označuje za empatika a aby nezůstala bezejmenná, dává jí jméno Perla. Později se výsadek setkává i se zvláštní rasou humanoidů, kteří se označují jako Viané. Nejsou moc sdílní a jakýkoliv odpor snadno potlačují pomocí svých technologií. Jejich cílem je zkoumání lidské rasy, ale předchozí „vzorky“ (členové vědeckého týmu) jim nevyhovovaly pro svou malou touhu přežít.
Výsadku se podaří přemoci jednoho z věznitelů, ale jde pouze o další z testů, a když se dostávají všichni na povrch, Viané je vrátí zpět do podzemí s tím, že Kirk se při této zkoušce projevil jako nejvhodnější vzorek. Následně je podroben dalším pokusům, jež dosti ochromí jeho zdraví. Perla jej svou empatií dokáže opět uzdravit, ale samotnou ji to dost vyčerpá. Když znovu přicházejí Viané, oznamují Kirkovi, že budou potřebovat ještě jednoho člena jeho výsadku. U McCoye to znamená, že na 80 % zemře, u Spocka, že na 93 % zešílí. McCoy kapitána uspí, aby si trochu odpočinul. Když mu ale Spock vysvětluje, že tím mu předal velení, a vybere sebe, dává injekci i Spockovi. McCoy je tak podroben náročným testům. Spock se učí s přístrojem, který původně sebrali jednomu z věznitelů, a posléze se přesouvají do laboratoře, kde nachází umírajícího McCoye. Kirk chce pro uzdravení doktora použít dovedností Perly, ale Viané tomu zabrání s tím, že nesmí být k tomuto nucena nebo přemlouvána. Konečně také vysvětlují, že oni sami nejsou obyvatelé planety, ale právě Perla ano. Je zástupkyní civilizace jedné z několika planet, které budou současným sluncem zničeny, a Viané chtějí vědět, která z těchto civilizací si zaslouží přežít. Kirk protestuje, že byl on a jeho druzi využitý pro hloupé výzkumy a výběr civilizace k přežití.
Mezitím Perla uzdravuje McCoye, ale sama přebírá na okamžik jeho zranění a nemoci a přerušuje léčení, aby sama nezemřela. Spock poznamenává, že i Viané by měli mít schopnost uzdravit doktora. Ti to potvrzují, ale chtějí poznat, jestli je Perla opravdu schopná obětovat sama sebe pro záchranu McCoye. Spockovi se daří osvobodit ze silového pole a spolu s Kirkem přemlouvají Viany k záchraně McCoye s tím, že Perla už prokázala dost, když se jej snažila uzdravit. Viané to uznávají a opouští s Perlou Kirka, Spocka a McCoye, kterého ještě předtím uzdraví.